# María Gamboa Jaramillo
María Gamboa Jaramillo es una cineasta colombiana, reconocida principalmente por su largometraje de 2014 Mateo, nominada por Colombia para competir por el Premio Óscar en la categoría de mejor película en idioma extranjero.

## Carrera
Gamboa nació en la ciudad de Bogotá y realizó la mayor parte de su formación académica en el exterior. En 2006 regresó a su país para dirigir dos temporadas de la serie de televisión del Canal 13 Revelados, sobre los adolescentes envueltos en el conflicto armado. También en 2006 dirigió el cortometraje 20 mil, con repercusión positiva en el circuito de festivales. Un año después se trasladó a la región del Magdalena Medio para iniciar la etapa de investigación de su primer largometraje, Mateo, estrenado finalmente en el año 2014. La película, además de participar en gran cantidad de festivales y recibir premios, fue nominada por Colombia para competir por el Premio Óscar en la categoría de mejor película en idioma extranjero.
Otros de sus trabajos notables incluyen el documental Merquemos juntos, comisionado por las Naciones Unidas sobre un banco comunitario creado exclusivamente por mujeres en una comuna del municipio de Barrancabermeja. Como editora estuvo vinculada en la realización de los documentales El personal Che (2006), Claribel Alegría (2009), Shooting Colombia (2009) y ¿Qué hay para la cabeza? (2010).

## Filmografía destacada

### Cine y televisión
- 2006 - Revelados (directora)
- 2006 - 20 mil (directora)
- 2006 - El personal Che (editora)
- 2009 - Claribel Alegría (editora)
- 2009 - Shooting Colombia (editora)
- 2010 - ¿Qué hay para la cabeza? (editora)
- 2014 - Mateo (directora)
- 2023 - La Primera Vez (directora)